# Дёминский сельсовет (Ставропольский край)
Дёминский сельсовет — упразднённое сельское поселение в Шпаковском районе Ставропольского края России.
Административный центр — хутор Дёмино.

## Символика
30 июля 2003 года утверждены герб и флаг сельсовета

## История
Статус и границы сельского поселения установлены Законом Ставропольского края от 4 октября 2004 г. № 88-КЗ «О наделении муниципальных образований Ставропольского края статусом городского, сельского поселения, городского округа, муниципального района».
16 марта 2020 года все муниципальные образования Шпаковского района были объединены в Шпаковский муниципальный округ.

## Население
| 1989  | 2002  | 2010  | 2011  | 2012  | 2013  | 2014  |
| ----- | ----- | ----- | ----- | ----- | ----- | ----- |
| 2273  | ↗5086 | ↘3674 | ↗3676 | ↘3665 | ↗3684 | ↘3674 |
| 2015  | 2016  | 2017  | 2018  | 2019  | 2020  |       |
| ↗3706 | ↗3745 | ↘3731 | ↗3733 | ↗3780 | ↗3812 |       |

### Национальный состав
По итогам переписи населения 2010 года проживали следующие национальности (национальности менее 1 %, см. в сноске к строке "Другие"):
| Национальность | Численность | Процент |
| -------------- | ----------- | ------- |
| Русские        | 3124        | 85,03   |
| Армяне         | 119         | 3,24    |
| Даргинцы       | 106         | 2,89    |
| Украинцы       | 69          | 1,88    |
| Азербайджанцы  | 53          | 1,44    |
| Другие         | 203         | 5,53    |
| Итого          | 3674        | 100,00  |

## Состав сельского поселения
| № | Населённый пункт | Тип населённого пункта        | Население |
| - | ---------------- | ----------------------------- | --------- |
| 1 | Гремучий         | хутор                         | →200      |
| 2 | Дёмино           | хутор, административный центр | ↗2934     |
| 3 | Холодногорский   | хутор                         | ↘700      |